# George Birmingham
George Martin Birmingham (* 3. August 1954 in Clontarf, Dublin, Irland) war ein irischer Richter und früherer Politiker der Fine Gael.

## Biografie
Birmingham studierte Rechtswissenschaften am Trinity College Dublin und wurde am King’s Inns zum Barrister (Prozessanwalt) ausgebildet und schließlich 1976 zugelassen. 1981 wurde er im Wahlkreis Dublin North-Central zum Abgeordneten (Teachta Dála) des Unterhauses (Dáil Éireann) gewählt. Diesen Sitz konnte er bis 1989 verteidigen.
Am 16. Dezember 1982 wurde er von Taoiseach Garret FitzGerald zum Staatsminister für Jugend im Arbeitsministerium ernannt. Ab dem 15. Dezember 1981 war er mit demselben Aufgabenbereich auch Staatsminister im Erziehungsministerium. Diese Aufgabe nahm er bis zum 13. Februar 1986 wahr; an diesem Tag wurde er zum Staatsminister für Europaangelegenheiten im Außenministerium ernannt. 
Als er 1989 aus dem Dáil Éireann ausschied, wendete er sich wieder seiner forensischen Tätigkeit zu. Am 3. Mai 2007 wurde er zum Richter am High Court ernannt. 2018 wurde er zum Präsidenten des Court of Appeal ernannt. Damit war er zugleich ex officio Richter am Supreme Court. Mit Ablauf des 24. Juli 2024 trat er in den Ruhestand.

## Quelle
- Eintrag auf der Homepage des Oireachtas